# Pink Project
Pink Project es el nombre de una producción italiana de música italo disco creada —al igual que sus contemporáneos  Kano— por el compositor, teclista y productor italiano Stefano Pulga. En ella también participaron Luciano Ninzatti, guitarrista y programador, Matteo Bonsanto, teclista, y el ingeniero de sonido Massimo Noè. Su mayor éxito, que también les proveyó el nombre, se trataba de una suerte de popurrí, una de las primeras de ese tipo de creaciones en Italia, llamada Disco Project.

## "Disco Project": la idea y la grabación
"Disco Project" nació de las mezclas que Pulga creó durante sus noches de club. A principios de 1982, él y Ninzatti se habían dado cuenta de que Another Brick in the Wall de Pink Floyd (que fue un gran éxito en Italia en ese período) y "Mammagamma" de The Alan Parsons Project tenían el mismo ritmo y, en algunos tramos, la misma clave. Era perceptible la larga asociación de Parsons con Pink Floyd, ya que les había producido el álbum The Dark Side Of The Moon y no pocos instrumentales de APP "Lucifer" y "The Gold Bug" tenían ciertas reminiscencias de Pink Floyd.
Pulga y Ninzatti hicieron una mezcla que comenzó con "Sirius" también de Alan Parsons (otra pista popular del álbum de 1982  Eye in the Sky), que luego cambiaba a "Mammagamma" (evitando la transición de Parsons a la canción que daba título al álbum), sobre el cual se superponía una versión a cappella del coro de niños de "Another Brick In The Wall" con el bajo y la batería constantes de "Mammagamma" sonando hasta el final.
Las voces de la canción de Pink Floyd encajaba a la perfección en la pieza de Parsons, por lo que Pulga y Ninzatti decidieron lanzar oficialmente la mezcla como "Disco Project"  Sin embargo, la grabación final no era un mashup propiamente dicho, ya que no disponían de ninguno de los registros de Parsons o Pink Floyd, en su lugar, todo fue muy cuidadosamente reinterpretado por Pulga, Ninzatti y Bonsanto (en particular el solo de guitarra original de David Gilmour), mientras que el coro fue realizado por un grupo de vocalistas femeninas.  
"Disco Project" fue un importante hit en Italia y parte de Europa durante el verano de 1982 y obligó a Pulga y compañía a poner una banda ficticia para espectáculos de televisión. Lo hicieron varias veces en la televisión italiana con cuatro personas (en bajo, guitarra, batería y teclados) vestidas con túnicas monacales y capirotes negros. Nunca fueron confirmados los supuestos rumores de si eran realmente los propios Pulga, Ninzatti y Bonsanto los que estaban bajo estos disfraces. Además, las actuaciones de televisión no tenían ningún coro o cualquier sincronización de labios en las letras.

## Carrera posterior y desaparición
Después del gran éxito con "Disco Project", los tres productores utilizaron el nombre Pink Project en dos álbumes oficiales compuestos principalmente por más mezclas del mismo estilo que "Disco Project", tomando prestado de Jean Michel Jarre, The Police,  Falco, Vangelis, Stevie Wonder  y Deep Purple entre otros. Compusieron temas propios para estos trabajos como  "Amama" e  "Hypnotized". Entre los vocalistas colaboradores se encontraba Silver Pozzoli. Para promocionar el segundo álbum se editó en single "B-Project" (mezcla de Billie Jean de Michael Jackson con  Jeopardy de Greg Kihn Band). A pesar de una gran cantidad de promoción de radio ninguno de los dos lbumes de Pink Project fueron éxitos, y Pink Project fue abandonado.
Los álbumes y los sencillos, dados a conocer por la casa Baby Records, no volvieron a ser reeditados oficialmente durante muchos años hasta su reciente aparición en formato digital dentro del catálogo de Apple Music y Amazon Music. 